# مطار موخه جوليان
مطار موخه جوليان (بالإنجليزية: Mohe Gulian Airport)‏ و(بالصينية: 漠河古莲机场) (إياتا: OHE، إيكاو: ZYMH) مطار عام يقع بمدينة Mohe في هيلونغجيانغ في الصين. يقع المطار في أقصى شمال الصين وهو أول مطار صيني على التربة الصقيعية. بدأ البناء في يونيو 2006 باستثمارات إجمالية قدرها 236 مليون يوان، وافتتح المطار في يونيو 2008. أغلق المطار في يوليو 2021 لتوسيع وتجديد المطار. استؤنفت الخدمة في 27 يناير 2023. يبلغ طول المدرج 2200 م .

## شركات الطيران والوجهات
| شركـات طيـران          | الوجهات                                       |
| ---------------------- | --------------------------------------------- |
| Chengdu Airlines       | مطار هاربين الدولي، مطار داكسينجانلينج أورقين |
| خطوط جنوب الصين الجوية | مطار هاربين الدولي                            |

## وصلات خارجية
- http://www.flightstats.com/go/Airport/airportDetails.do?airportCode=OHE